# بوسور
بوسور (به صربی: Busur) یک روستا در صربستان است که در پتروواتس نا ملاوی واقع شده‌است.